# Ernesto Hidalgo Ramírez
Ernesto Hidalgo Ramírez (* 1896 in San José Iturbide; † 1955 in Mexiko-Stadt) war ein mexikanischer Außenminister, Journalist, Politiker und Botschafter.

## Leben
Ernesto Hidalgo Ramírez war von 1917 bis 1920 Sekretär von Luis Cabrera Lobato, als dieser Finanzminister im Kabinett von Venustiano Carranza war.
| Vorgänger                  | Amt                                                                  | Nachfolger                |
| -------------------------- | -------------------------------------------------------------------- | ------------------------- |
| Rafael Rangel              | Gobernador de Guanajuato 26. September 1943 bis 8. Januar 1946       | Nicéforo Guerrero         |
| Ezequiel Padilla Peñaloza  | Oficial Mayor de la Secretaría de Relaciones Exteriores 1945         | Francisco Castillo Nájera |
| Salvador R. Guzmán Esparza | Mexikanischer Botschafter in Warschau 4. Mai 1949 bis 1. August 1952 | Manuel J. Gándara         |